# Friedrich Ludwig Gunckel

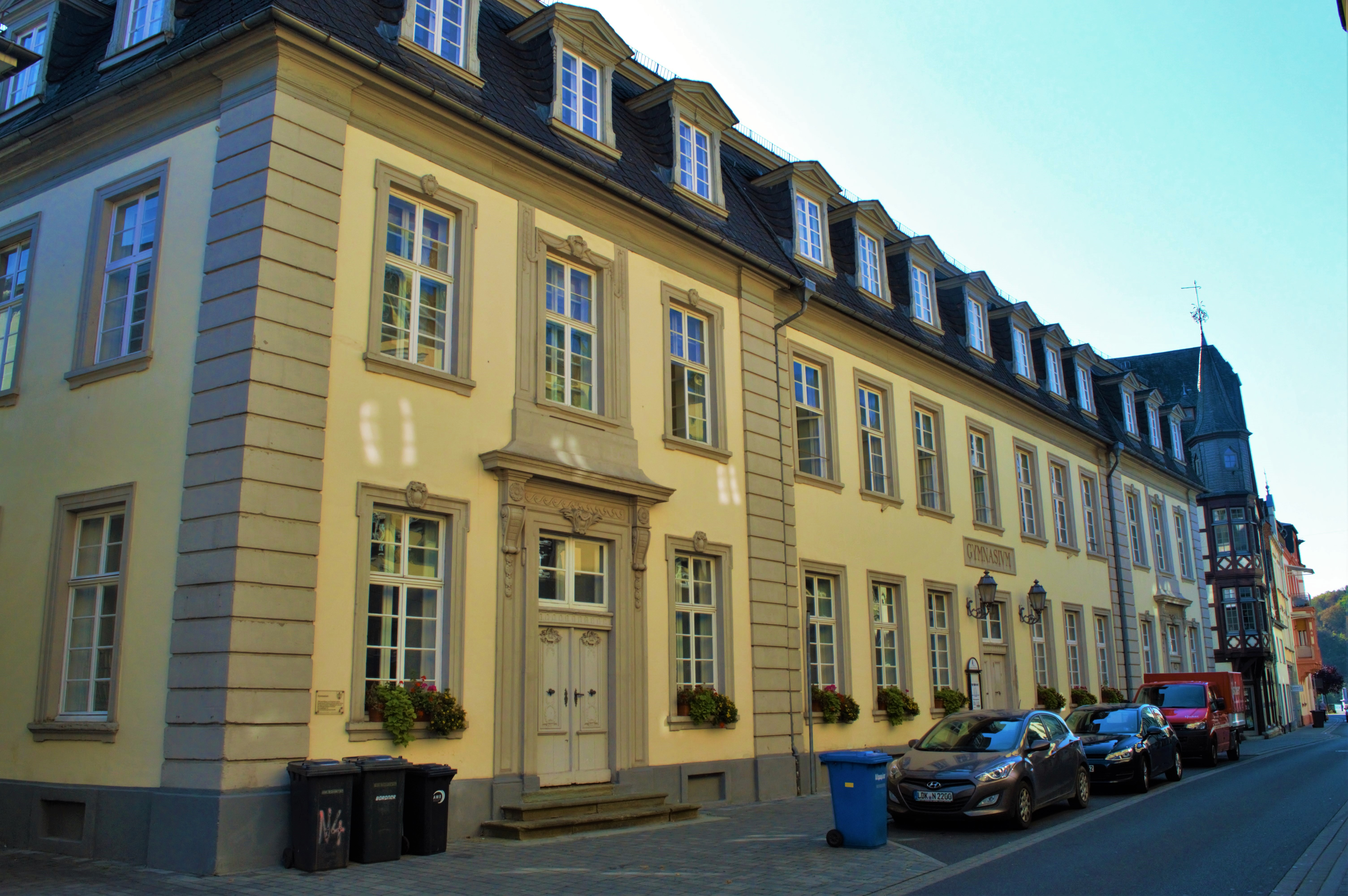
Gunckel ontwierp ook enkele gebouwen in de Duitse stad Weilburg, waaronder het Gymnasium Philippinum uit 1776. Zijn opdrachtgever was Karel Christiaan van Nassau-Weilburg, die met zijn echtgenote Carolina van Oranje-Nassau woonde aan het Korte Voorhout in Den Haag.

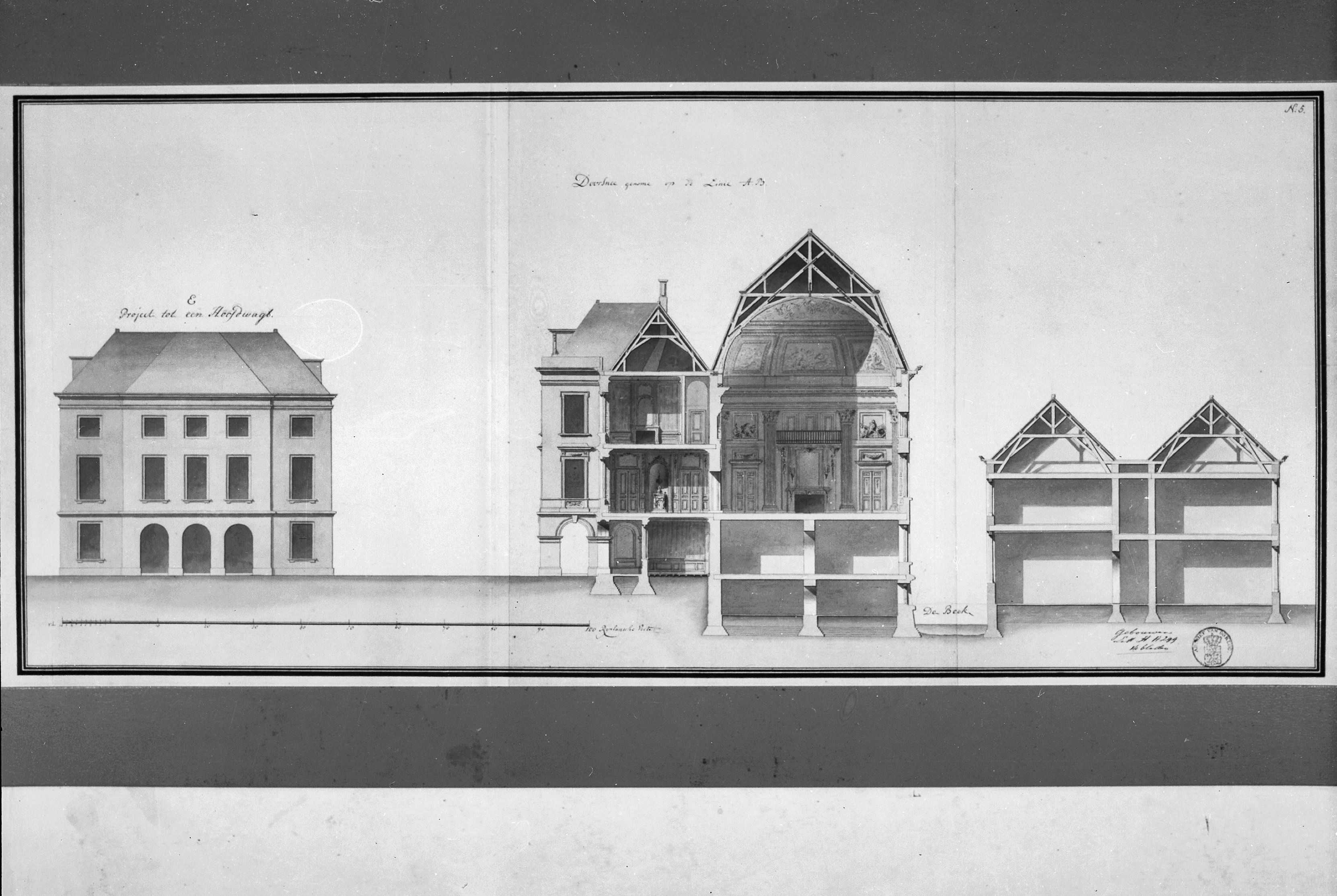
Ontwerp van Gunckel voor het Stadhouderlijk Kwartier in Den Haag uit 1775.

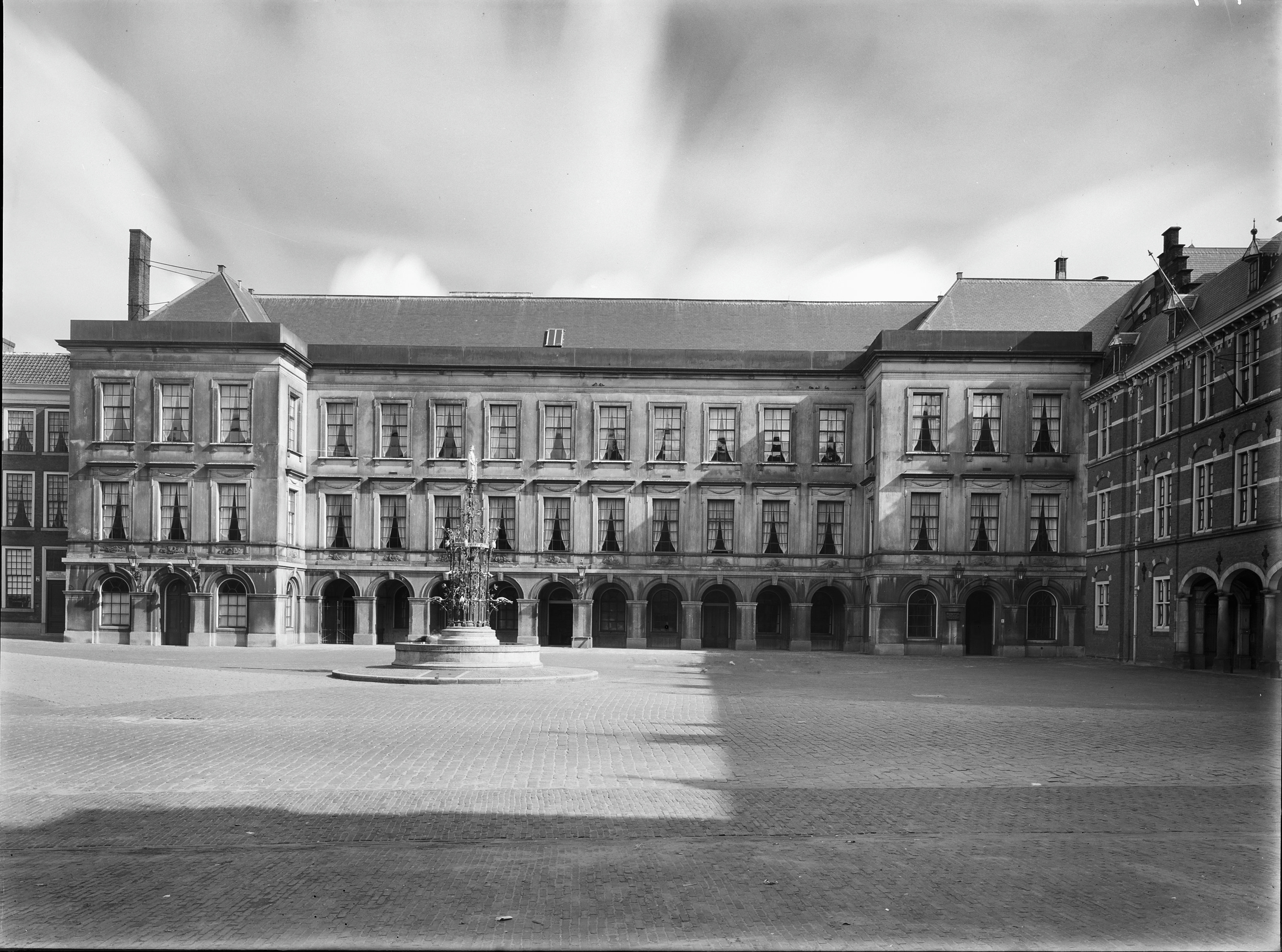
Het door Gunckel ontworpen Stadhouderlijk Kwartier op het Binnenhof.

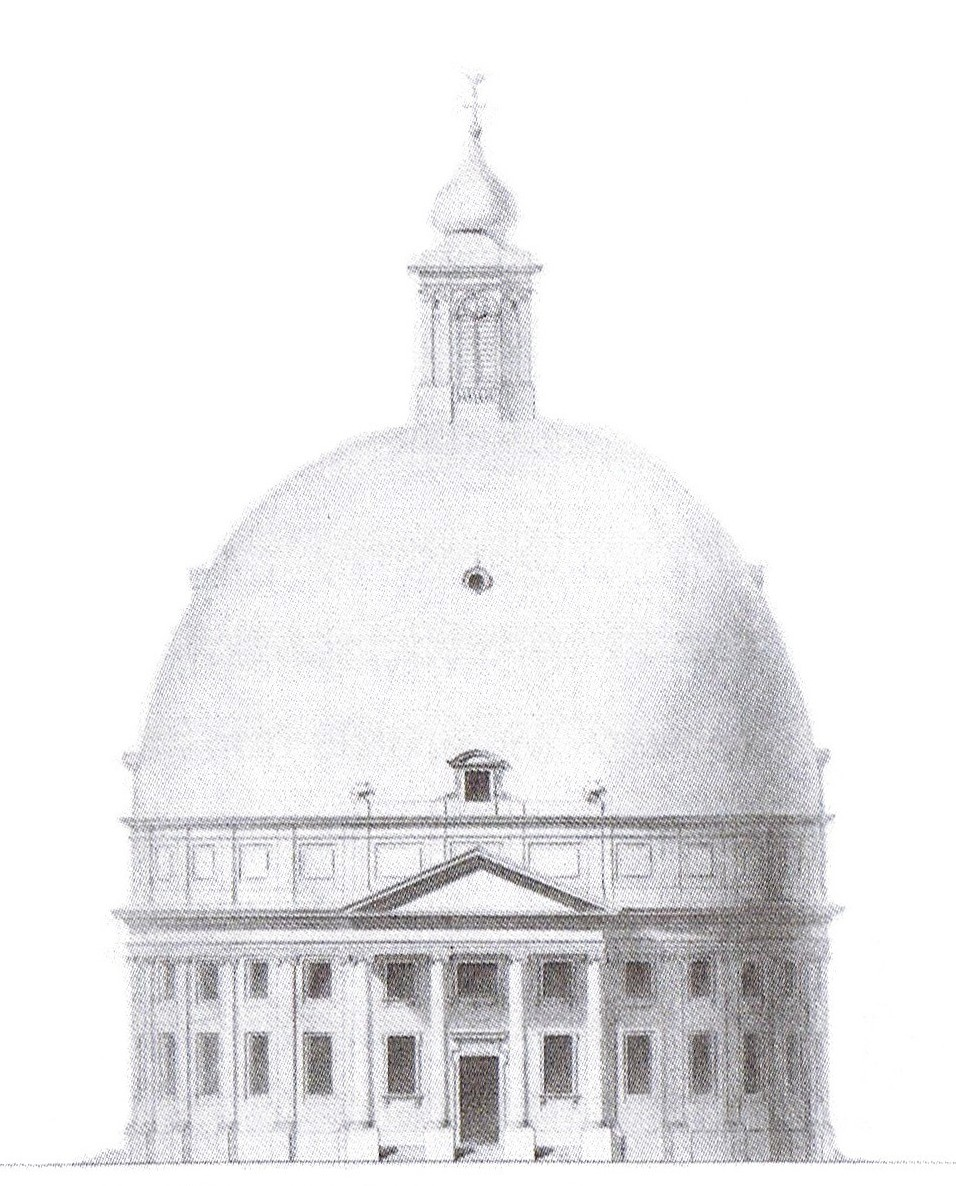
Gunckels ontwerp voor een dubbelkerk in Apeldoorn, variant met koepel.

Friedrich Ludwig Gunckel (Krofdorf, 1742 - Den Haag, 1 juli 1835), was een Duits-Nederlandse architect. Hij ondertekende regelmatig met de naam L. Gunkel. Gunckel was de zoon van een opperhoutvester. Op 7 maart 1784 trouwde hij in Scheveningen met Catharina Barbara Hück.
Gunckels geboortedorp behoorde toen tot het territorium van de vorst van Nassau-Weilburg. Dat was van 1753 tot 1788 Karel Christiaan, de zwager van stadhouder Willem V, wat Gunckels latere overkomst naar Nederland verklaart. Gunckel studeerde geometrie in Giessen, en vervolgens in Parijs. Na zijn terugkeer werd hij in Weilburg als bouwkundige aan het hof werkzaam, waarbij hij enkele nieuwe gebouwen ontwierp, zoals het Gymnasium Philippinum (1776). Ook is uit dat jaar een ontwerp voor het Amtshaus in Weilburg bewaard gebleven.

## Werk voor het stadhouderlijk hof
In 1767 trad hij in dienst van stadhouderlijk architect Pieter de Swart in Den Haag. Onder hem fungeerde hij eerst in 1768 als opzichter bij de bouw van een stadspaleis voor Karel Christiaan, de huidige Koninklijke Schouwburg, daarna als assistent bij de vernieuwing van de Hofkapel (1770-1772) en de bouw van een nieuwe manege voor Willem V. In 1772 tekende Gunckel ook voor het verbouwingsplan van het kasteel van Geervliet op het eiland Putten.
Na de dood van De Swart in 1773 was Gunckel bij grotere bouwprojecten van de Oranjes in Den Haag de eerst aangewezen persoon. Tot dan toe heen en weer pendelend tussen Duitse en Nederlandse Nassauers, vestigde hij zich in 1777 definitief in de hofstad.
Daar speelde hij vervolgens een belangrijke rol bij de verbouwingsplannen voor het Binnenhof onder leiding van Controlleur Generaal van de Fortificatien, Cornelis Jacob van der Graaff, waarbij hij geassisteerd werd door Johan van Westenhout. Gunckel ontwierp o.m. in 1777 de gevels van het nieuwe Stadhouderlijk Kwartier, dat in 1793 voltooid werd en Gunckels enige bewaard gebleven gebouw in Nederland vormt. Ook voor het interieur was hij in belangrijke mate verantwoordelijk. De belangrijkste ruimte was de nieuwe balzaal van Willem V, die van 1815 tot 1992 als vergaderzaal van de Tweede Kamer dienst zou doen.
De val van het stadhouderlijk bewind in 1795 maakte vermoedelijk aan Gunckels carrière een einde. Alleen uit de regeerperiode van koning Lodewijk Napoleon is nog wat werk van hem bekend; zo was hij in 1807 een van de verantwoordelijken voor de verbouwing van Paleis Noordeinde in Den Haag.

## Activiteiten buiten Den Haag vóór 1795
Gunckels in potentie belangrijkste werken zijn nooit verder gekomen dan de tekentafel. Dat betrof allereerst, met assistentie van Van Westenhout, in 1785-1786 zijn ontwerpen voor een nieuw Bibliotheek- en academiegebouw plus een sterrenwacht voor de Universiteit Leiden.
De voorgevel uit 1859 van het laboratoriumgebouw aan de Steenschuur in Leiden (het latere Kamerlingh Onnes Gebouw), dat op naam staat van Henri Camp, vertoont enige gelijkenis met een van de ontwerpen van Gunckel voor het academiegiebouw. Daarvoor greep Gunckel mogelijk terug op een eigen inzending bij de prijsvraag voor het Stadhuis van Groningen in 1774. Daarna deed hij in elk geval vergeefs mee bij de prijsvragen voor de Korenbeurs van Schiedam (1783) en het sociëteitsgebouw van Felix Meritis in Amsterdam (1786).

## Dubbelkerk in Apeldoorn
Gunckels laatste bekende project betrof een protestants-katholieke “dubbelkerk” bij Het Loo in Apeldoorn (1810) in opdracht van Lodewijk Napoleon, nadat een eerder ontwerp van Cornelis Hooijberg, een bouwkundige uit Harderwijk, door het departement voor Eredienst afgewezen was.
Gunckel maakte voor deze dubbelkerk twee varianten. De ene toonde twee rug aan rug gelegen, nagenoeg identieke vierkante kerkruimtes met de toren tussen beiden in het midden, en aan beide hoofdgevels een grote zuilenportiek als ingang. De ander toonde een ronde koepelkerk, die binnen de cilinder twee afzonderlijke ovaalvormige kerkruimtes bevatte. Door de abdicatie van de koning en de inlijving van Nederland bij Frankrijk werd het plan nooit gerealiseerd.

## Niet gerealiseerde ontwerpen

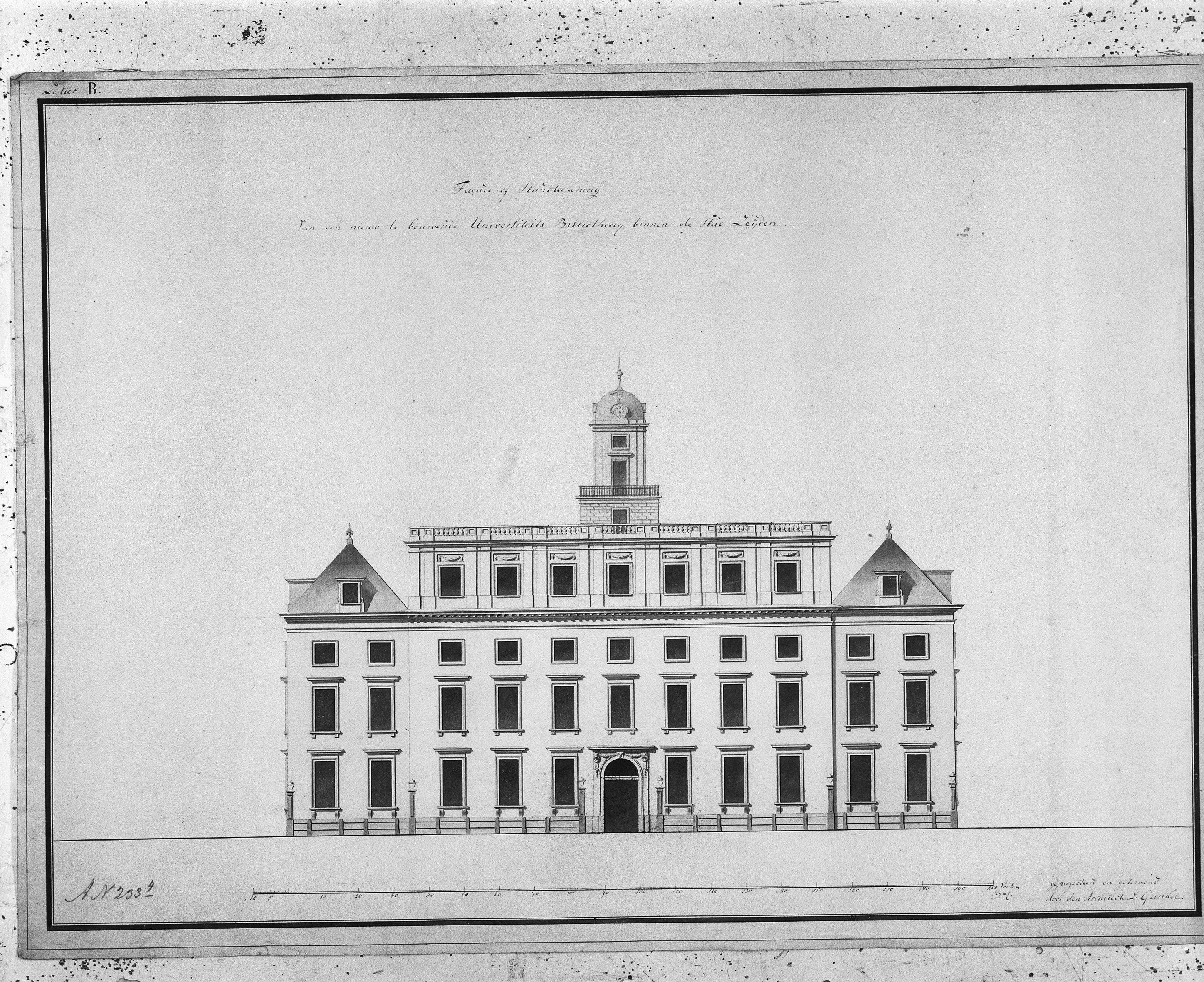
Eerste ontwerp van Gunckel voor een Academiegebouw in Leiden uit 1785.
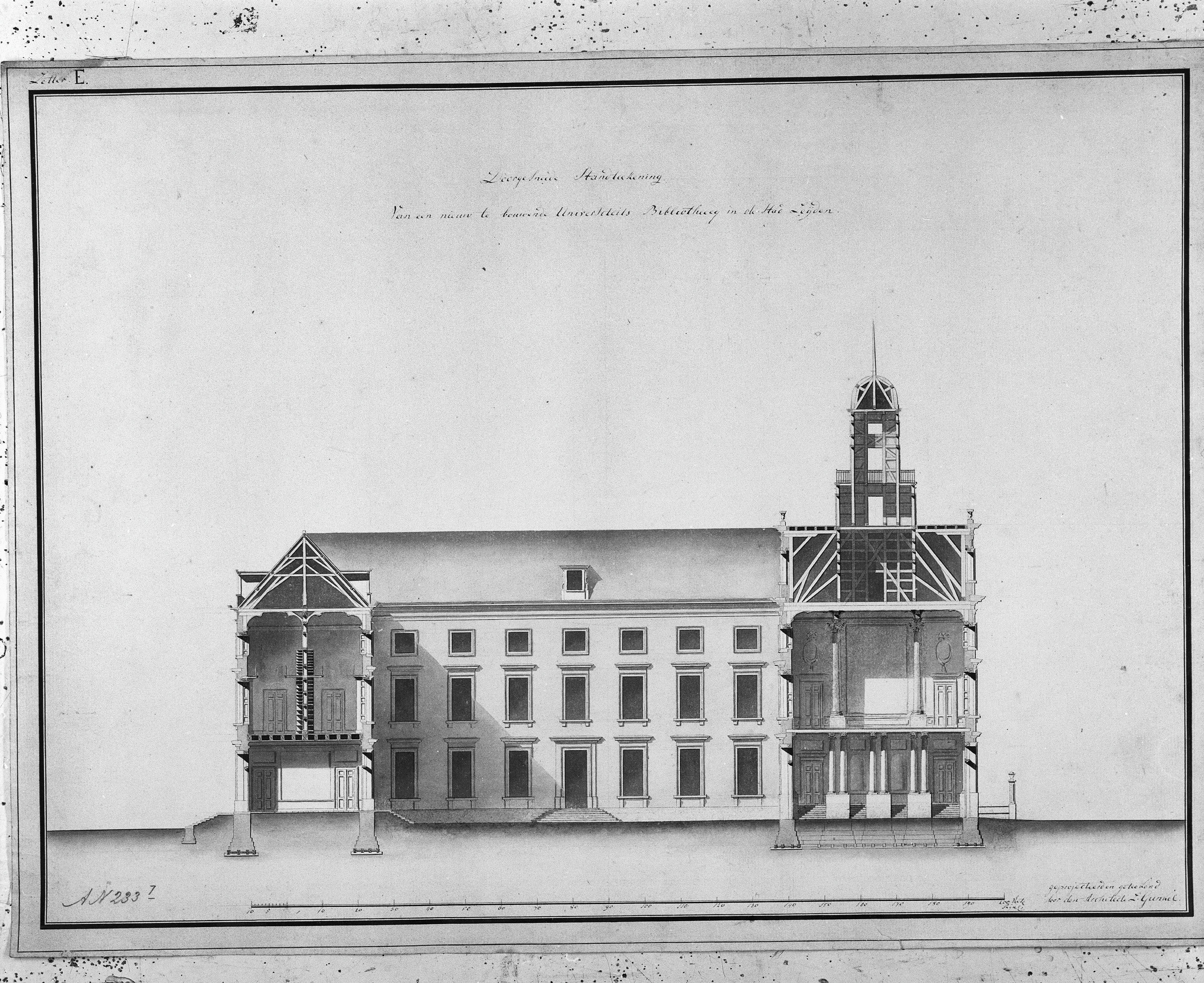
Eerste ontwerp van Gunckel voor een Academiegebouw in Leiden.
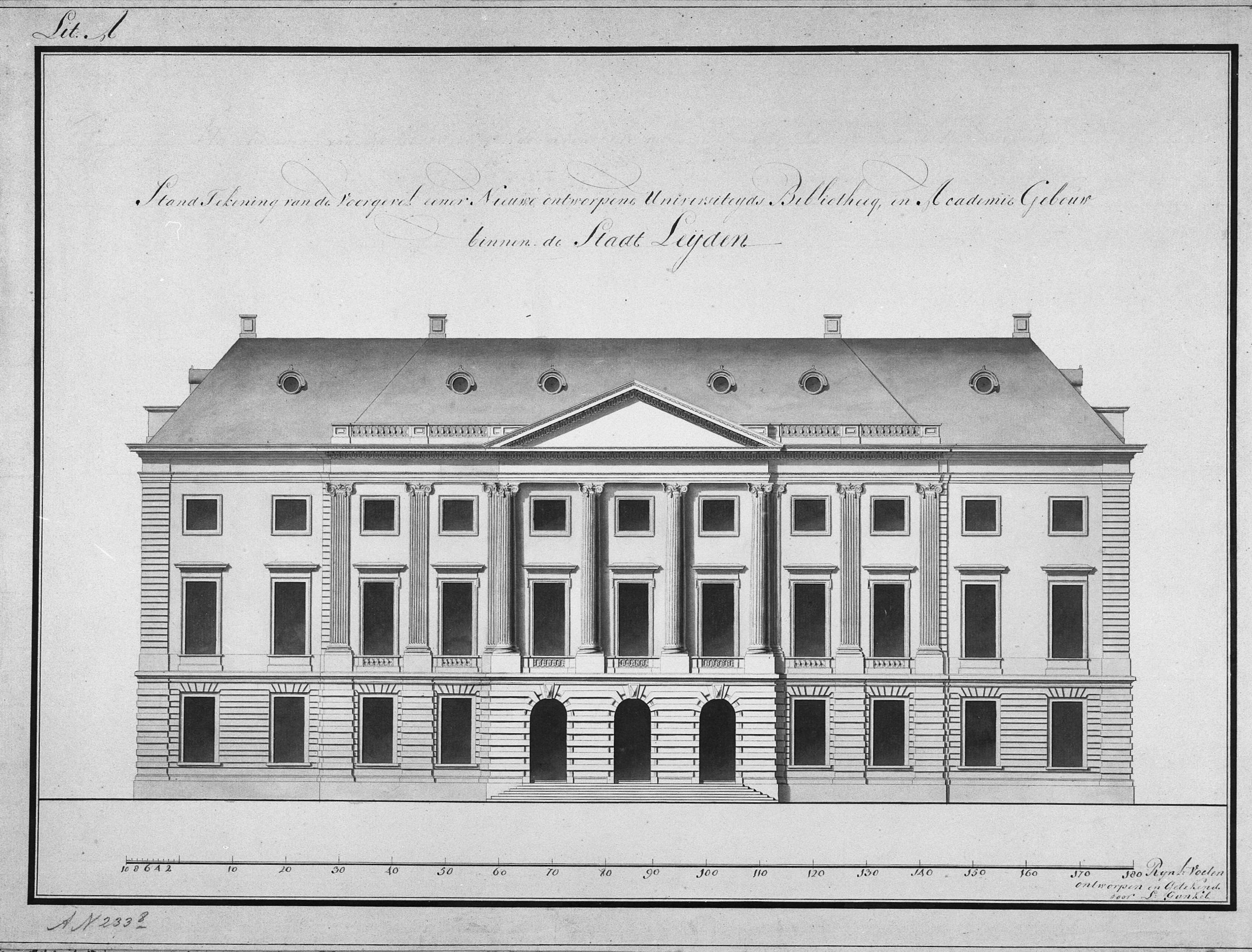
Tweede ontwerp van Gunckel voor een Academiegebouw in Leiden uit 1786.
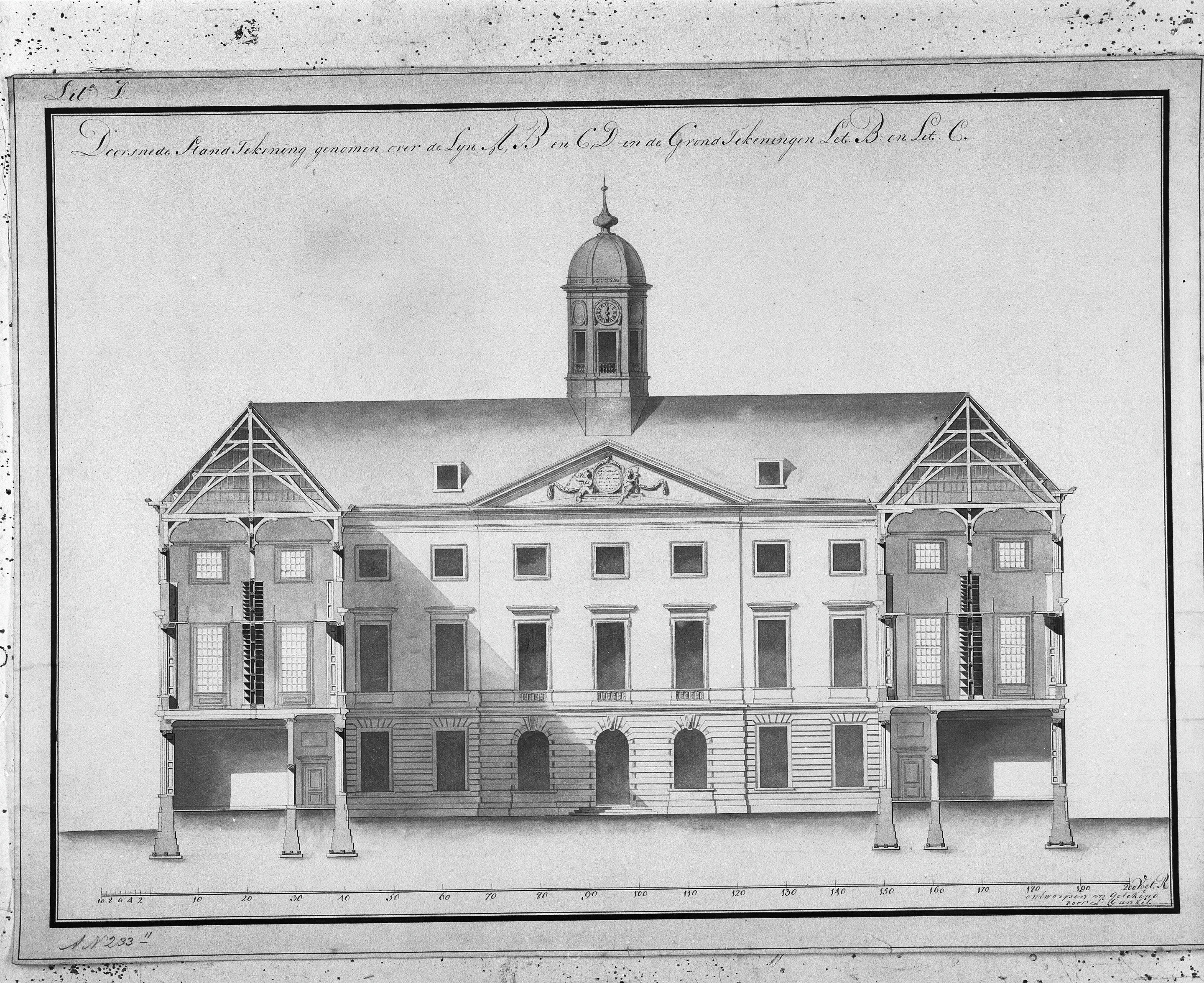
Tweede ontwerp van Gunckel voor een Academiegebouw in Leiden uit 1786.
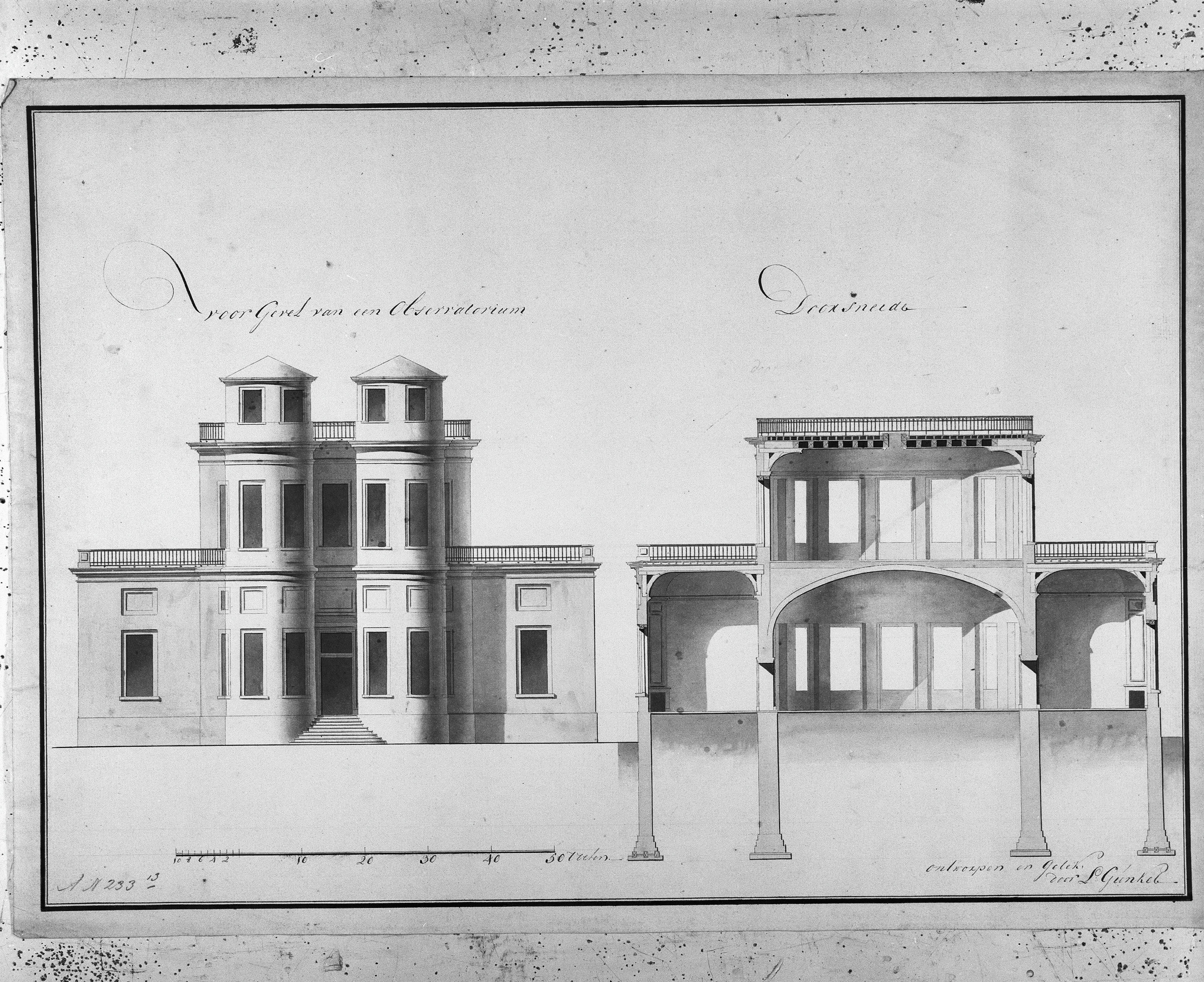
Ontwerp van Gunckel voor een Sterrenwacht in Leiden uit 1786